# Kolonija Zmaj
Kolonija B Zmaj (en serbe cyrillique : Колонија Б Змај) ou, familièrement Zmaj, est un quartier de Belgrade, la capitale de la Serbie. Il est situé dans la municipalité urbaine de Zemun.

## Emplacement
Kolonija Zmaj est situé aud-ouest de la partie urbaine de Zemun. Le quartier s'étend entre la voie de chemin de fer Belgrade-Novi Sad au nord et l'autoroute Belgrade-Zagreb au sud ; à l'époque communiste, cette autoroute était connue sous le nom d'« autoroute de la Fraternité et de l'Unité ». Il est bordé par les quartiers de Novi Grad et de Železnička kolonija au nord et par le Blok 50 à l'est, ce blok constituant l'extension la plus septentrionale du quartier de Bežanijska kosa, dans la municipalité de Novi Beograd.

## Caractéristiques
Le quartier s'est développé autour de l'usine Zmaj, qui fabrique des moissonneuses-batteuses, des tracteurs et d'autres machines agricoles et qui était un des fleurons industriels de la République fédérative socialiste de Yougoslavie. L'est du quartier est résidentiel, tandis que le centre et l'ouest sont occupés par l'usine et ses entrepôts.
Les stations-services Zmaj 1 et Zmaj 2 de la société Jugopetrol, situées de part et d'autre de l'autoroute, figurent parmi les plus fréquentées de la capitale serbe.
Le plus grand marché en plein air de Belgrade se trouve juste au sud du quartier.